# Psychophora sabinei
Psychophora sabinei är en fjärilsart som beskrevs av Embrik Strand 1905. Psychophora sabinei ingår i släktet Psychophora och familjen mätare. Inga underarter finns listade.